# Johan Bruinsma (1927-2017)
Johan Bruinsma (Amsterdam, 5 december 1927 − Rhenen, 1 januari 2017) was een Nederlands hoogleraar plantenfysiologie.

## Biografie
Bruinsma studeerde in 1952 af in de biologie aan de Universiteit van Amsterdam. Hij promoveerde aan zijn alma mater in 1958 op Studies on the crassulacean acid metabolism. Daarna werkte hij bij het Centrum voor Plantenfysiologisch Onderzoek in Wageningen, en werd in 1968 aan de Wageningen University benoemd tot hoogleraar in de plantenfysiologie waar hij inaugureerde met De ontwikkeling van het leven. In 1972 werkte hij mee aan het meerdelige Leerboek der plantenfysiologie. In 1979 voerde hij de redactie van een bundel artikelen ter gelegenheid van het symposium "Plantehormonen - 50 jaar na Wents dissertatie" dat werd gehouden ter ere van dr. Frits Warmolt Went (1903-1990) en georganiseerd was door de Biologische Raad van de Koninklijke Nederlandse Akademie van Wetenschappen. Op 22 1989 ging hij met emeritaat.
Bruinsma was sinds de jaren 1980 lid van de Vrije Evangelische Gemeente te Bennekom en mengde zich in de discussie over creationisme, onder andere door te publiceren in het Reformatorisch Dagblad en het Nederlands Dagblad.
Prof. dr. J. Bruinsma overleed op Nieuwjaarsdag 2017 op 89-jarige leeftijd.